# British Security Coordination
Die British Security Coordination (BSC) war eine als britische Nachrichtenagentur getarnte Organisation, die vom britischen Secret Intelligence Service (MI6) ab Mai 1940 in New York aufgebaut wurde.
Das Ziel der Organisation war die Nachrichtengewinnung, die Unterstützung der britischen Interessen, der Schutz der Geleitzüge über den Atlantik vor feindlicher Sabotage und die Verbreitung von Meldungen, die Amerika zum Kriegseintritt bewegen sollten.
Ihre Gründung wurde von Winston Churchill kurz nach seiner Ernennung zum Premierminister 1940 veranlasst, das Büro wurde von dem kanadischen Industriellen William Samuel Stephenson geleitet. Das Büro im Rockefeller Center war in Amerika als ausländische Organisation registriert und wurde offiziell als britische Passkontrollstelle geführt. Trotz der offiziellen Zusammenarbeit auf Regierungsebene war der damalige Direktor des FBI, Edgar Hoover, sowie das State Department über die britische Spionageorganisation besorgt. Obwohl sich Stephenson und Hoover nie persönlich begegneten, kooperierten sie bei verschiedenen Aktionen gegen Spionageaktivitäten bzw. Propaganda der Deutschen in den USA.
BSC arbeitete besonders mit William Joseph Donovan und dessen neu gegründeten COI zusammen.
Entgegen den ursprünglichen Vereinbarungen warben die Briten auch Amerikaner für ihre Organisation an. Diese BSC-Mitarbeiterinnen und -er erhielten britische Personalpapiere, die mit den Ziffern 4 und 8 begannen.
Der britische Schriftsteller William Boyd hat in einem Artikel für die Zeitung „The Guardian“ geschrieben, das die Gesamtzahl der BSC Agenten in den USA offiziell unbekannt ist, er schätzt sie aber auf mehrere Hundert und auch die Zahl 3000 wurde erwähnt.
Churchill hatte erkannt, dass Großbritannien den Krieg nur mit Amerika als Verbündeten gewinnen konnte.
Die Amerikaner zeigten vor dem Angriff auf Pearl Harbor am 7. Dezember 1941 wenig Verlangen mitzukämpfen: 80 Prozent der Bevölkerung war strikt dagegen; ein Teil formierte sich im America First Committee.
Die britischen Agenten der BSC sollten das ändern und arbeiteten sehr effektiv.
Einer ihrer größten Erfolge war es, eine gefälschte deutsche Landkarte in Umlauf zu bringen,
auf der Pläne für ein erobertes Südamerika dargestellt waren.
Präsident Franklin D. Roosevelt erwähnte die gefälschte Karte sogar in seiner Ansprache an die Nation im Oktober 1941.
Bekannte Mitarbeiter des BSC waren
- Cedric Belfrage
- Noël Coward
- Roald Dahl
- Ian Fleming
- Gilbert Highet
- Dorothy Maclean
- Eric Maschwitz
- Kim Philby
- Ivan T. Sanderson